# Maciej Lewandowski (dyplomata)
Maciej Lewandowski – polski dyplomata i urzędnik służby cywilnej, konsul generalny RP w Strasburgu (1994–1998).

## Życiorys
Maciej Lewandowski w latach 70. rozpoczął studia na kierunku stosunki międzynarodowe w Moskiewskim Państwowym Instytucie Stosunków Międzynarodowych.
Pracę zawodową rozpoczął w Ministerstwie Spraw Zagranicznych. Przebywał na placówkach w Pjongjangu, Tunisie (1988–1992, jako zastępca ambasadora). W latach 1994–1998 pełnił funkcję konsula generalnego RP w Strasburgu. Wchodził w skład zespołu negocjującego akcesję Polski do Unii Europejskiej. Pracował m.in. jako zastępca dyrektora Departamentu Ochrony Granic, Migracji i Uchodźstwa oraz Departamentu Integracji Europejskiej i Współpracy Międzynarodowej Ministerstwa Spraw Wewnętrznych i Administracji, radca-minister w Stałym Przedstawicielstwie RP przy Unii Europejskiej w Brukseli (2004–2013), radca ministra w Departamencie Legislacyjnym Ministerstwa Sprawiedliwości. Specjalizował się we wdrażaniu systemów IT w administracji (m.in. systemy konsularne w 1995, obsługa międzynarodowej pomocy prawnej w sprawach karnych w 2022). Następnie związany z sektorem prywatnym (Migam SA, Secgen).
Zna języki: angielski, francuski, portugalski i rosyjski.